# 霍华德·锡达
霍华德·锡达（英語：Howard Cedar，1943年1月12日—），在美国出生的以色列分子生物学家、耶路撒冷希伯来大学的遗传学家和名誉教授。锡达的主要工作是研究DNA甲基化在基因调控中的作用。

## 生平
1973年他加入希伯来大学的医学院，并担任生物化学和遗传学部教授。1999年获以色列奖，2008年获沃尔夫医学奖，2011年获盖尔德纳国际奖。